# Carlos José de Ligne
Carlos José de Ligne nasceu em Baudeur, Hainaut, em 20 de agosto de 1661, e morreu em 20 de janeiro de 1713, em Pádua.
Foi o 5º conde de Miranda e 2º marquês de Arronches. Príncipe do Sacro Império Romano, Cavaleiro da Ordem de Santiago, foi do conselho de D. Pedro II de Portugal, e seu embaixador ao imperador da Alemanha, Leopoldo I.
Era filho de Cláudio Lamoral I, Príncipe de Ligne, de Amblisse e do Sacro Império Romano, Grande de Espanha de 1.ª classe, etc., e da princesa Clara Maria de Nassau. Educado na Itália, ali acompanhara o pai, vice-Rei da Sardenha e governador de Milão. 
Casou em 23 de abril de 1684 com D. Mariana Luísa Francisca de Sousa Tavares Mascarenhas da Silva (morta em Lisboa em 30 de dezembro de 1743), 2ª Marquesa de Arronches, 5ª condessa de Miranda, 29ª senhora da Casa de Sousa, e sucessora de todos os bens da coroa e Ordens, morgados, padroados, etc., a ela pertencentes. Era filha do 4º conde de Miranda, Diogo Lopes de Sousa, primogênito do 1º marquês de Arronches e 3º conde de Miranda, Henrique de Sousa Tavares. 
Diogo Lopes de Sousa tinha primeiro casado com D. Margarida de Vilhena, filha única e herdeira de D. João Mascarenhas, 3.º conde de Sabugal, Meirinho-mor do reino, Comendador de Alpedrinha na Ordem de Cristo, e da condessa D. Brites de Castelo Branco, herdeira do Condado de Sabugal. O título do marquesado de Arronches só reviveu na 5.ª condessa de Miranda, D. Mariana, neta do 1º marquês de Ligne. 
Conde de Miranda e Marquês de Arronches pelo seu casamento, e nomeado em 1695 embaixador de Portugal em Viena, onde apareceu morto em 1696 num bosque dos arredores da cidade o Conde de Halveil, fidalgo polaco. Houve suspeitas de que tivesse sido assassinado pelo Marquês por questões de jogo. O povo se revoltou contra o embaixador, que saiu de Viena incógnito para se refugiar em Veneza. Em 1697 descobriu-se o criminoso, polaco. Em 1700 a Mesa da Consciência e Ordens declarou por sentença o Marquês absolvido e reabilitado. Contudo, apesar da reabilitação e de lhe ser concedida licença para voltar, o Marquês continuou vivendo em Veneza. 
Sua filha, Luísa Casimira de Sousa Nassau e Ligne (Lisboa 1694-1729 Lisboa), duquesa (titular) de Lafões, foi casada com D. Miguel de Bragança, bastardo de D. Pedro II de Portugal e deixou descendência na Casa Ducal de Lafões.